# 10094 Еіїкато
10094 Еіїкато (10094 Eijikato) — астероїд головного поясу, відкритий 20 лютого 1991 року.
Тіссеранів параметр щодо Юпітера — 3,359.